# 非常偶像Key
《非常偶像Key》（英語：KEY THE METAL IDOL）是1994年到1997年发行的全15话OVA作品。
为波丽佳音OVA制作10周年纪念OVA，仅发行VHS版，每卷VHS收录一话，每话总长度为25分钟。原本预计只制作13卷，最后2卷为追加制作。其第1卷售价为1000日圆，而这是破坏当时市场行情的超低价。VCD版由木棉花国际代理发行，北美英语版由VIZ Media于2000年至2004年发行。台湾首播权由AXN取得，以国语配音播映，首播期间为1998年1月1日至1998年2月4日。2004年12月15日重新发行DVD-BOX。

## 故事簡介
居住在乡下小镇猯尾谷的17岁少女巳真兔季子，一直相信自己是祖父制造的机器人，某一天她的祖父巳真武罗尾意外身亡，临终前用录音机留下了“只要交到三万个真心的朋友就可以恢复成为人类”的遗言。 兔季子为了实现祖父的遗言前往东京，因故巧遇正在打工送外卖披萨的国中同学厨川樱，当晚兔季子在小樱打工的录像带出租店内看见超人气偶像歌手郁瀬美浦的演唱会录像带后，决定也要成为一名偶像歌手。 厨川樱的朋友三和土州一出于好意，带兔季子去看郁瀬美浦的演唱会，却意外引发兔季子的超能力。此后兔季子和小樱逐渐发现，有一股不为人知的势力为了夺取兔季子的超能力，向他们袭卷而来...

## 登場人物

### 主要人物
巳真兎季子/Key
配音：岩男潤子（日本）
小名「KEY」，本作主人翁，17歲。自以為是祖父武羅尾制造的機械人，并且行為表現也像機械人。外型瘦小，皮膚蠟黃，頭髮也雜亂無光澤，貌似營養不良。特徵是雙眼瞳孔放大無神，機械人格出現時不論表情和說話語氣都沒有變化，但真正的人格出現時通常情緒起伏極大。原本與祖父住在鄉下，祖父死後為了完成遺願而前往東京。見到小櫻並且看過美浦的錄影帶後決定成為偶像。
幼時並無巳真家族代代繼承的超能力，但在母親兎与子的遺願要求下，從兎与子身上抽出了相當於三萬人份的「意志（凝膠）」並強行灌注到兔季子身上。此舉的副作用導致兔季子真正的人格被封印，誤以為自己是機械的人格支配兔季子長達17年之久。
當自己對周圍人群集中意識的情況下會發動超能力（有時是不由自主的發動），並由真正的人格取代機械人格而產生劇烈的情緒變化。其能力相當多元，可以控制物體、漂浮、壓縮、引爆、治療等等。超能力使用完畢後會進入休眠狀態，此時潛意識會進入各種電器並由揚聲器發出歌聲直到醒來為止。
生母為巳真兎与子，乃猯尾谷代代相傳的巫女世家。生父不詳，但14話結尾厨川櫻表示，自己的父亲曾经声称是兔季子的生父，而兔季子或许是她同父異母的妹妹。
厨川櫻
配音：长泽美树（日本）
兔季子的國中同學和青梅竹馬，與兔季子情同姊妹。為了尋找失蹤的父母親而前往東京，在錄影帶出租店打工並兼差外送披薩，曾被玉利仙市邀約成為AV女優但當場拒絕。Production KEY的經紀人，盡全力協助兔季子完成她的夢想。身材姣好，性格直爽，很有女人味，對三和土州一有好感，但常被他叫錯名字「ちゅうかわ」（厨川的誤稱）。最終話被蛙杖工業綁架並抽取大量凝膠後不治。
三和土州一
配音：森川智之（日本）
鬱瀬美浦後援會會長，個性開朗的青年，是個御宅族，對厨川有好感。在鬱瀬美浦的演唱會上目擊兔季子的超能力之後，開始發掘兔季子，Production Minos和蛙杖重工的秘密，最後和若木一同參與破壞巨蛋演唱會的行動，拼死幫助兔季子恢復成為正常人。
若木知葉
配音：家中宏（日本）
武羅尾的助手，在武羅尾臨終時一起製造意外身亡的假象瞞過兔季子。雖然身分是學者但格鬥術極強，兔季子抵達東京後便成為他的保鑣，多次在暗中幫助兔季子並持續調查蛙杖重工開發的機械人PPOR。隨身攜帶的筆電可以偵測一定濃度以上的凝膠量，藉此監控兔季子的狀況和PPOR的動向。慣用武器是一把裝在手腕上的強力彈弓，可發射子彈。曾與D是戰場上的死敵，在東京也曾與D交手過。

### 蛙杖重工
蛙杖仁策
配音：速水奨（日本）
蛙杖重工的總裁，對自律機械人有著狂熱的愛好，某一次因緣際會見識到巳真家族操控木偶的超能力後便極力遊說武羅尾合作開發以超能力（意志之力）為動力的自律機械人，但屢遭武羅尾拒絕。其後以各種手段威脅武羅尾交出研究成果，並以此為基礎開發出軍用以及仿真人的PPOR。接下來成立了Production Minos，將仿美浦的PPOR搬上演唱會舞台測試。對兔季子的能力相當有興趣但也很忌憚，最終話為了要突破凝膠實驗的瓶頸，一口氣抽取整個演唱會場上萬名觀眾的凝膠來操作PPOR卻遭到兔季子釋出的強大意志反噬，死狀悽慘。
｢D｣
配音：小杉十郎太（日本）
本名不詳，以D為代號，蛙杖稱他為勝如凱（セルゲイ）。蛙杖的部下，負責PPOR的開發與實驗以及多項特殊任務。原本是傭兵，曾與若木是戰場上的死敵。擁有超乎常人的力量、耐力和意志力，也常常靠注射凝膠的方式強化自己。認為兔季子蘊含的凝膠就是整個實驗的關鍵，不明白蛙杖為何如此害怕她。在東京曾與若木交手過，最終話被若木裝上炸彈自爆身亡。
菰田
配音：中村大树（日本）
蛙杖的秘書，最終話被若木擊斃。
大師
配音：肝付兼太（日本）
與武羅尾一同研究機械人工學的同事，本名不詳。出身猯尾谷，某次為了炫耀的緣故帶武羅尾回鄉欣賞巳真家族的巫女舞，沒想到竟讓武羅尾入贅巳真家並開啟往後一連串的事件。相當嫉妒武羅尾的才能，為了證明自己的成就比較高而加入蛙杖重工開發PPOR。最後在心灰意冷之下吞安眠藥自殺。

### 文艺界
吊木光
配音：三木眞一郎（日本）
集製作人、演員、編劇、俳優於一身的演藝界天才，先後成為鬱瀨美浦與兔季子的恩師，但與美浦決裂。結尾被蛙杖重工綁架並抽取大量凝膠後精神耗弱，在蛙杖重工大樓摔入電梯井內身亡。
鬱瀬美浦
配音：芝原千弥子（日本）
吊木光一手調教出來的超人氣偶像，與吊木光決裂後息影一陣子，復出後加入Production Minos，但實際上是操縱仿造她外型的PPOR在舞台上表演。因為長期操縱PPOR加上兔季子幾次破壞機器人導致身體狀況越來越差，最後身體負擔過重而住院治療。
古森紅子
配音：芝原千弥子（日本）
在演唱會上亂入取代無法行動的鬱瀬美浦的新人歌手，同樣是操縱仿她外型的PPOR在舞台上進行表演。因為聲線和美浦相似度高而被蛙杖當作美浦的替代品，最終話被蛙杖殺害。

### 巳真家
巳真武羅尾
配音：北村弘一（日本）
兔季子的祖父、兎与子的父親，機械人工學的天才博士。在偶然的機遇下見識到巳真家族的力量後，為了研究而入贅巳真家。被蛙杖逼迫之後決定放棄一切研究，並且把兎与子的所有力量灌注到兔季子身上以掩人耳目，但最後仍然被蛙杖殺害。臨死前以錄音機錄下「只要交到三萬個真心的朋友就可以恢復成為人類」的遺言並隱瞞自己的死因。
巳真兎与子
配音：井上喜久子（日本）
兔季子的母親，巳真武羅尾的女儿，繼承了巳真家只有女性才有的強大超能力，後來武羅尾研究證實這超能力就是意志的力量，兎与子蘊含的力量相當於三萬人份的意志之力。

### 其他人物
玉利仙市
配音：小野健一（日本）
AV製作公司「V&A」的社長，也是一名星探，先後發掘了美浦和兔季子並將個資賣給蛙杖。在東京向兔季子邀約拍AV後也曾向厨川櫻邀約拍AV，皆被拒絕。故事前期被PPOR襲擊卻被兔季子所救，此後為了躲避蛙杖而銷聲匿跡，結尾再度出現，一同參與破壞巨蛋演唱會的行動，幫助兔季子恢復為正常人。
蛇目王子
配音：峰恵研、緒方賢一（代役）（日本）
新興宗教「金蛇救世素晴希講」的教主，在目擊兔季子拯救玉利仙市的超能力之後對其產生興趣，最後一同參與破壞巨蛋演唱會的行動，幫助兔季子恢復為正常人。
寿彦
配音：长泽美树（日本）
金蛇救世素晴希講信徒的孩子，罹患不治之症卻被兔季子醫好，但雙親被襲擊道場的D殺害，逃走之後與蛇目王子相依為命。
青射
配音：大塚明夫（日本）
Production Minos的社長，實際上被蛙杖架空，無法參與社內事務。最後一同參與破壞巨蛋演唱會的行動，幫助兔季子恢復為正常人。

## 用語
猯尾谷
與世隔絕的山村，歷史和習俗自成一格，村民不太歡迎外來的觀光客。當地的猯尾神社祭祀的是藝能女神「天鈿女命」。
蛙杖重工
蛙杖一手創立的公司，主要從事金屬、機械製造，私底下則是從事機器人開發及外銷的軍火工業。
Production Minos
鬱瀬美浦所屬的經紀公司，由蛙杖重工出資，可說是為了美浦一人而設立的。所有與美浦相關的活動都由蛙杖決定，青射社長沒有任何權力干涉。
PPOR
蛙杖重工秘密開發的自律型機器人，全名「Psychological Power Operate Robot」，以凝膠作為動力源，操縱者需要在特殊的機台上以精神波遙控操作。由於動力源是「人的意志」，因此機器人常常暴走不受控制，或是攻擊操縱者本人。此外PPOR需要強大的精神力才能駕馭，對操縱者的身心是個極大的負擔。
凝膠
即「人的意志」，物質化的狀態下呈現粉紅果凍狀，溫度比乾冰還低且會迅速蒸發。一般人抽取低量的凝膠後過一段時間身體會自動補充，但大量抽取會導致精神耗弱或是迅速致死。將凝膠注射進身體後可以回復體力，強化身體機能。

## 主題歌
片头曲：
作詞・作曲・歌：貴島サリオ(廣播劇CD：岩男潤子) 編曲：安部润
片尾曲：
作詞・作曲・歌：貴島サリオ(廣播劇CD：长泽美树) 編曲：安部润
主题歌（第15話）：
作詞：濱田理恵 作・編曲：寺嶋民哉 歌：岩男潤子
挿入歌（第15話）：
作詞：佐藤博晖 作・編曲：寺嶋民哉 歌：岩男潤子

## 各话列表
| 话数   | 日英标题                | 时长   | 故事                         | 演出                         | 作画监督                                     | 发售日         | 发售价格                     |
| ------ | ----------------------- | ------ | ---------------------------- | ---------------------------- | -------------------------------------------- | -------------- | ---------------------------- |
| Ver.1  | 起動 Startup            | 25分钟 | 佐藤博晖                     | 水野和则                     | 石仓敬一 竹内志保                            | 1994年12月16日 | 初次发售价格970日元 2427日元 |
| Ver.2  | カーソル I Cursor I     | 25分钟 | 石山タカ明                   | 阿部雅司                     | 小林利充                                     | 1995年2月17日  | 2427日元                     |
| Ver.3  | カーソル II Cursor II   | 25分钟 | 近藤信宏                     | 近藤信宏                     | 岸义之                                       | 1995年3月1日   | 2427日元                     |
| Ver.4  | アクセス Access         | 25分钟 | 水野和则                     | 真野玲                       | 田中比吕人                                   | 1995年4月5日   | 2427日元                     |
| Ver.5  | スクロール I Scroll I   | 25分钟 | 石山タカ明 佐藤博晖          | 阿部雅司                     | 小林利充                                     | 1995年6月7日   | 2427日元                     |
| Ver.6  | スクロール II Scroll II | 25分钟 | 近藤信宏                     | 近藤信宏                     | 石仓敬一 竹内志保                            | 1995年7月5日   | 2427日元                     |
| Ver.7  | ラン Run                | 25分钟 | 奥脇雅晴 佐藤博晖            | 山口頼房                     | 田中比吕人 石仓敬一 竹内志保 菊池聡延        | 1995年8月2日   | 2427日元                     |
| Ver.8  | ゴートゥー GOTO         | 25分钟 | 水野和则                     | 水野和则                     | 菱沼义仁                                     | 1996年2月7日   | 2427日元                     |
| Ver.9  | リターン Return         | 25分钟 | ますなりこうじ               | ますなりこうじ               | 斎藤卓也                                     | 1996年3月6日   | 2427日元                     |
| Ver.10 | バグ bug                | 25分钟 | 近藤信宏                     | 山口頼房                     | 菱沼义仁                                     | 1996年4月3日   | 2427日元                     |
| Ver.11 | セーブ Save             | 25分钟 | 渡部高志                     | 渡部高志                     | 菊池聡延                                     | 1996年5月2日   | 2427日元                     |
| Ver.12 | ヴァイラス I Virus I    | 25分钟 | 山口頼房 佐藤博晖            | 山口頼房                     | 松竹徳幸                                     | 1996年7月3日   | 2427日元                     |
| Ver.13 | ヴァイラス II Virus II  | 25分钟 | 佐藤博晖                     | 水野和则 佐藤博晖            | 石仓敬一 竹内志保                            | 1996年8月7日   | 2427日元                     |
| Ver.14 | システム System         | 95分钟 | 神谷纯 池上和彦 うえだしげる | 神谷纯 池上和彦 うえだしげる | 田中比吕人 古瀬登 菊池聡延                   | 1997年3月21日  | 9500日元                     |
| Ver.15 | 終了 Exit               | 95分钟 | 神谷纯 池上和彦 うえだしげる | 神谷纯 池上和彦 うえだしげる | 田中比吕人 古瀬登 菊池聡延 清水恵子 伊藤秀次 | 1997年6月18日  | 9500日元                     |